# Horst-Wessel-Lied
Horst Wessel Lied (en español: 'Canción de Horst Wessel'), también conocido por Die Fahne Hoch! ('La bandera en alto'), fue el himno del Partido Nacionalsocialista Obrero Alemán entre 1930 y 1945. Tras el ascenso al poder de Adolf Hitler en 1933, los nazis la acabaron elevando a la categoría de himno de Alemania de facto, junto con la primera estrofa de Deutschlandlied.
La letra fue escrita originalmente en 1929 por el Sturmführer Horst Wessel, un comandante de la Sturmabteilung (SA) en el distrito berlinés de Friedrichshain. Un año después, Wessel fue asesinado por un miembro del Partido Comunista de Alemania, hecho tras el cual Joseph Goebbels convirtió a Wessel en un mártir de la causa nacionalsocialista. La canción fue interpretada por primera vez en el funeral de Wessel, y fue a partir de entonces cuando comenzó a ser utilizada ampliamente en los actos del partido, además de pasar a ser cantada por las SA durante los desfiles callejeros.
Cuando Hitler se convirtió en canciller, tres años más tarde, Horst Wessel Lied fue reconocido como un símbolo nacional por ley del 19 de mayo de 1933. Al año siguiente, una regulación hizo obligatorio realizar el saludo fascista mientras la canción era interpretada.

## Historia
La letra de "Horst-Wessel-Lied" fue escrita en 1929 por el Sturmführer Horst Wessel, el comandante de las "camisas pardas" paramilitares del partido; (Sturmabteilung o "SA") en el distrito Friedrichshain de Berlín. Wessel escribió canciones para las SA en imitación consciente del comunista paramilitar, Frente Rojo de Combate, para provocar que atacaran a sus tropas, y para mantener los espíritus de sus hombres.

### Horst Wessel

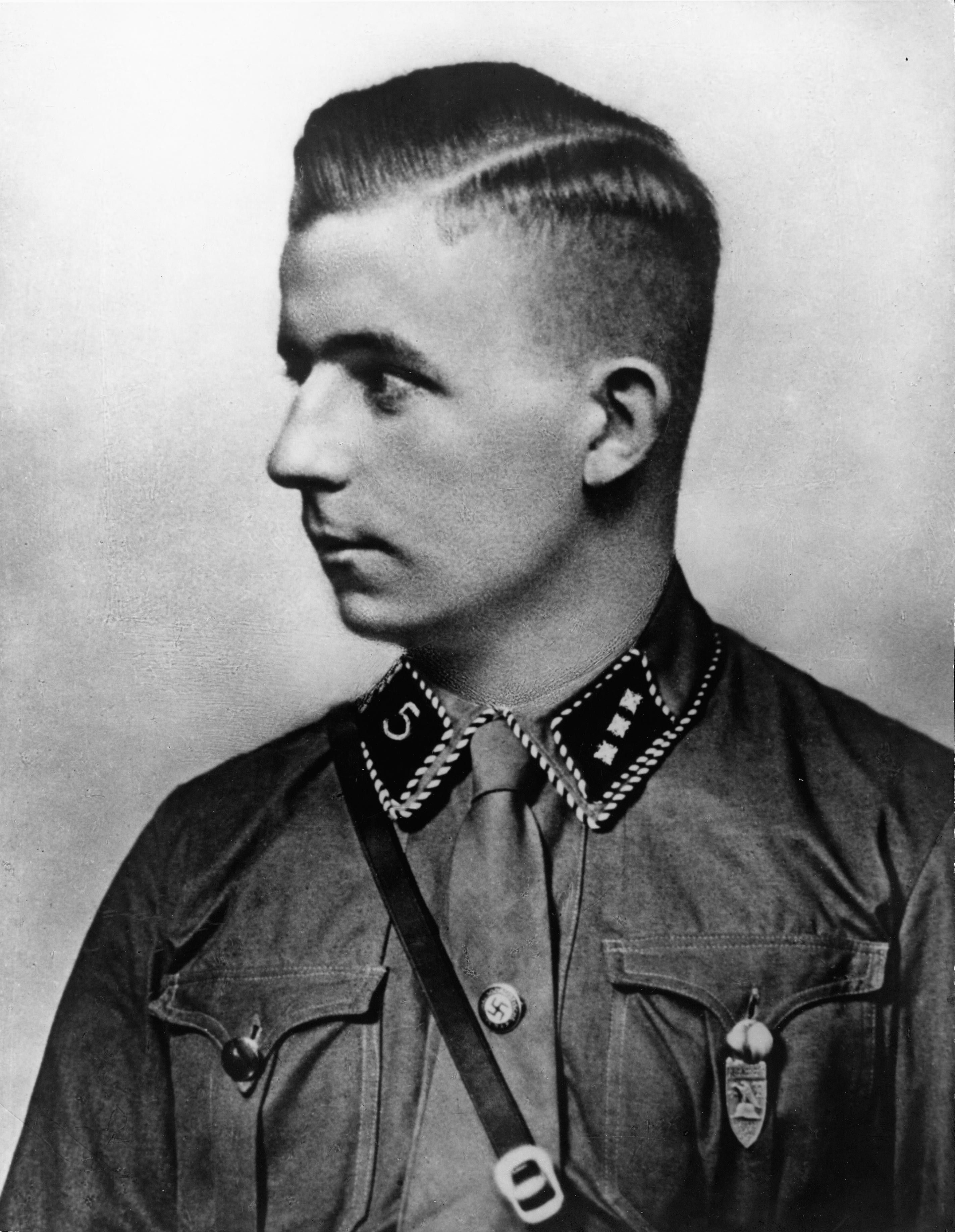
Horst Wessel, acreditado como escritor de la letra del "Horst-Wessel-Lied"

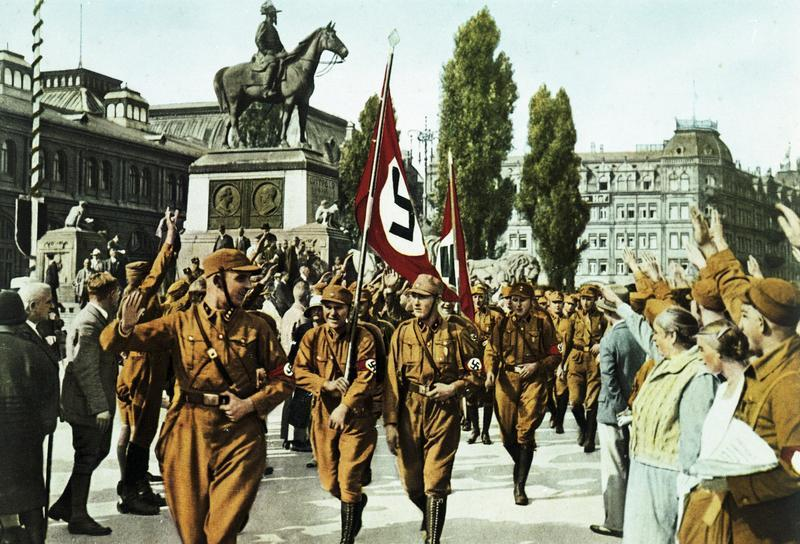
Horst Wessel dirigiendo las SA.

Wessel era hijo de un pastor con educación universitaria, pero estaba empleado como obrero de la construcción. Se hizo conocido entre los comunistas cuando dirigió una serie de incursiones de las SA en Fischerkiez, un distrito extremadamente pobre de Berlín donde los comunistas se mezclaron con figuras del inframundo (lo hizo por orden de Joseph Goebbels, el militante Gauleiter [líder regional del partido] de Berlín). Varias de estas agitaciones fueron solo altercados menores, pero una tuvo lugar fuera de la taberna que el Partido Comunista Alemán (KPD) local usó como su sede. Como resultado de ese combate cuerpo a cuerpo, cinco comunistas resultaron heridos, cuatro de ellos de gravedad. El periódico comunista acusó a la policía de dejar que los nacionalsocialistas se escaparan mientras arrestaban a los comunistas heridos, mientras que el periódico afirmó que Wessel había estado tratando de pronunciar un discurso cuando surgieron los comunistas y comenzaron la riña. Wessel fue marcado para su asesinato, con su rostro y dirección en carteles comunistas de la calle y el eslogan del KPD y el Frente Rojo de Combate se convirtió en "golpea a los fascistas donde sea que los encuentres".
Wessel se reunió con su compañera Erna Jänicke en una habitación en Große Frankfurter Straße en la casa de la viuda Frau Salm, cuyo esposo había sido comunista. Después de unos meses, hubo una disputa entre Salm y Wessel sobre el alquiler impago; Salm quería que Jänicke se fuera, pero ella se negó a hacerlo, y Salm pidió ayuda a los amigos comunistas de su difunto esposo. Poco después, el 14 de enero de 1930, Wessel fue baleado y herido de gravedad por dos miembros del Partido Comunista, uno de los cuales era Albrecht "Ali" Höhler. Wessel murió en el hospital el 23 de febrero a causa del envenenamiento de la sangre, que contrajo durante su hospitalización. Höhler fue juzgado en el tribunal y sentenciado a seis años de prisión por el tiroteo. Fue sacado de prisión bajo falsas pretensiones por la SA y ejecutado tres años más tarde, después de la ascenso al poder de los nacionalsocialistas en 1933.

### Himno del Partido Nacionalsocialista Obrero Alemán
Joseph Goebbels, Gauleiter y propietario y editor del periódico Der Angriff (El ataque), había hecho varios intentos de crear mártires nacionalsocialistas con fines de propaganda, el primero siendo un hombre de las SA llamado Hans Georg Kütemeter (de), cuyo cuerpo fue sacado de un canal la mañana después de que asistió a un discurso de Hitler en el Sportpalast. Goebbels intentó convertir esto en un asesinato por parte de los comunistas, pero la evidencia abrumadora mostró que había sido un suicidio, y tuvo que abandonar el asunto. Por lo tanto, Goebbels hizo un esfuerzo considerable para mitificar la historia de Wessel, incluso cuando el hombre yacía moribundo. Se reunió con la madre de Wessel, quien le contó la historia de la vida de su hijo, su esperanza de un mundo mejor y su intento de rescatar a una prostituta que había conocido en la calle. Goebbels vio a Wessel como un "soñador idealista".
El propio Wessel se había sometido a una operación en el Hospital St. Joseph que detuvo su hemorragia interna, pero los cirujanos no pudieron extraer la bala en su cerebelo. Wessel fue llevado a la casa de su madre para morir. En su diario, Goebbels describió la cara entera de Wessel como disparada y sus rasgos distorsionados, y afirmó que Wessel le dijo "¡Uno tiene que seguir! ¡Estoy feliz!" Después de un período en el que su condición se estabilizó, Wessel murió el 23 de febrero.
Goebbels consultó con Hermann Göring y otros miembros del grupo sobre cómo responder a la muerte de Wessel. Declararon un período de duelo hasta el 12 de marzo, durante el cual los miembros del partido y de las SA evitarían diversiones y se invocaría el nombre de Wessel en todas las reuniones del partido. La unidad de Wessel pasó a llamarse Horst Wessel Storm Unit 5.
A partir de una combinación de realidad y ficción, la propaganda de Goebbels creó lo que se convirtió en una de las figuras mártires centrales de su movimiento (NSDAP). Oficialmente declaró la marcha de Wessel, rebautizada como "Horst-Wessel-Lied" (Canción de Horst Wessel), siendo el himno del NSDAP. Wessel fue enterrado el 1 de marzo de 1930. Al contrario de lo que afirmaron los nacionalsocialistas, no hubo ataques contra la procesión fúnebre. Su funeral fue filmado y convertido en un gran evento de propaganda por el NSDAP. La "Canción de Horst Wessel" fue cantada por las SA en el funeral, y luego fue utilizada ampliamente en las funciones del partido, así como por las SA durante los desfiles callejeros.
Cuando Adolf Hitler se convirtió en Canciller de Alemania en enero de 1933, la "Canción de Horst Wessel" se convirtió en un símbolo nacional por ley el 19 de mayo de 1933. Al año siguiente, un reglamento exigió la extensión del brazo derecho y planteado en el saludo a Hitler cuando se cantaban los versos primero y cuarto (idénticos). Se puede ver a los líderes nacionalsocialistas cantando la canción al final de la película de 1935 de Leni Riefenstahl El triunfo de la voluntad, Hitler también ordenó el tempo al que debía tocarse la canción.
Algunos nacionalsocialistas eran extremadamente sensibles sobre los usos que se le dio al "Horst-Wessel-Lied". Por ejemplo, un líder de banda que escribió una versión jazz de la canción se vio obligado a abandonar Alemania, y cuando Martha Dodd, la hija de William E. Dodd, en ese momento el embajador de los Estados Unidos en Alemania, reprodujo una grabación de un arreglo habitual de la canción en su fiesta de cumpleaños en la residencia del embajador en 1933, una joven nacionalsocialista que era un enlace entre el Ministerio de Relaciones Exteriores alemán y la Cancillería de Hitler, apagó el tocadiscos y anunció: "Este no es el tipo de música que se reproducirá en reuniones mixtas y de una manera frívola". La canción se tocó en algunos lugares de culto protestantes, ya que algunos elementos de la Iglesia evangélica en Alemania habían aceptado el culto de Horst Wessel, construido como lo fue por Goebbels en el modelo del Cristianismo de mártires en el pasado.

### Después de la Segunda Guerra Mundial
Tras la caída del Tercer Reich en mayo de 1945, el Horst Wessel Lied fue prohibido. La letra y la melodía son ahora ilegales en Alemania y Austria.

## Letra
La letra del himno de Horst Wessel se publicó en septiembre de 1929 en el periódico berlinés del partido, Der Angriff (El ataque) que poseía y dirigía Joseph Goebbels.

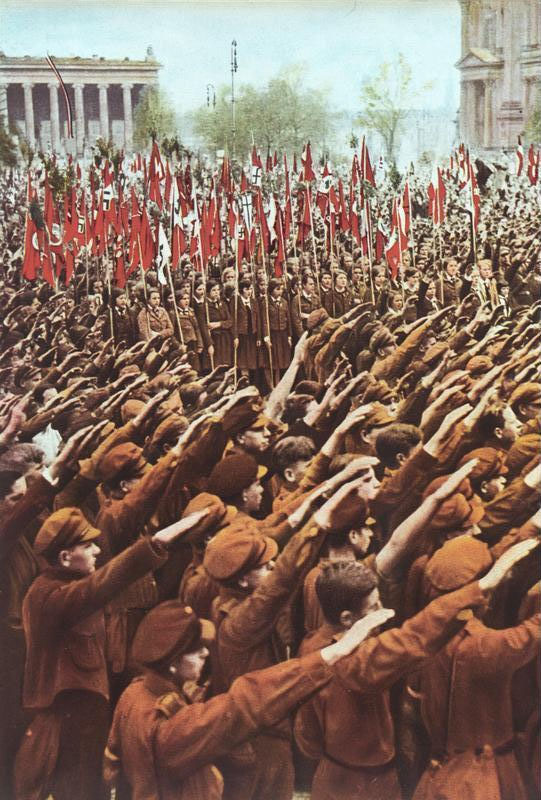
Las Juventudes Hitlerianas saludando a Hitler: La ley exigía a los alemanes que hicieran el saludo durante el canto del Himno de Horst Wessel.

A continuación se ofrece la letra alemana más común del himno y su traducción al español.
| Versión original | Traducción al español |
| --- | --- |
| Die Fahne hoch! Die Reihen fest geschlossen! SA marschiert Mit ruhig und festem Schritt. Kam’raden, die Rotfront und Reaktion erschossen, Marschier’n im Geist In unser’n Reihen mit. (bis) Die Straße frei Den braunen Bataillonen Die Straße frei Dem Sturmabteilungsmann! Es schau’n aufs Hakenkreuz voll Hoffnung schon Millionen. Der Tag für Freiheit Und für Brot bricht an. (bis) Zum letzten Mal Wird zum appell geblasen! Zum Kampfe steh’n Wir alle schon bereit! Schon (Bald) flattern Hitlerfahnen über allen Straßen. Die Knechtschaft dauert Nur noch kurze Zeit!. (bis) Die Fahne hoch! Die Reihen fest geschlossen! SA marschiert Mit ruhig und festem Schritt. Kam’raden, die Rotfront und Reaktion erschossen, Marschier’n im Geist In unser’n Reihen mit. (bis) | ¡La bandera en alto! ¡Las filas firmemente cerradas! La SA marcha Con paso tranquilo y firme. Camaradas, caídos en el frente rojo y en la reacción, Marchan en el espíritu Dentro de nuestras filas. (bis) ¡La calle libre Para los batallones pardos. La calle libre Para el hombre de la Sección de Asalto! Millones, llenos de esperanza, miran la esvástica. Rompe el día para libertad y para pan. (bis) ¡Por última vez Es lanzada la llamada para luchar, ¡todos estamos listos! Ya (Pronto) Flamearán las banderas de Hitler por todas las calles. ¡La esclavitud pronto se acabará! (bis) ¡La bandera en alto! ¡Las filas firmemente cerradas! La SA marcha Con paso tranquilo y firme. Camaradas, caídos en el frente rojo y en la reacción, Marchan en el espíritu Dentro de nuestras filas. (bis) |

## Origen
Después de la muerte de Wessel, se le atribuyó oficialmente haber compuesto la música, así como haber escrito la letra de la canción "Horst-Wessel-Lied". Sin embargo, entre 1930 y 1933, los críticos alemanes disputaron esto, señalando que la melodía tenía una larga historia previa. "Cuán grande es Él" es un himno bien conocido con una melodía similar, por ejemplo.[cita requerida] Las críticas a Horst Wessel como autor se volvieron impensables después de 1933, cuando el NSDAP tomó el control de Alemania y las críticas probablemente serían severamente castigadas
La fuente inmediata más probable para la melodía fue una canción popular en la Marina Imperial alemana durante la Primera Guerra Mundial, que Wessel sin duda habría escuchado ser cantada por veteranos de la Armada en el Berlín de la década de 1920. La canción se conocía ya sea por su línea de apertura como Vorbei, vorbei, sind all die schönen Stunden o como "Königsberg-Lied", después del crucero alemán Königsberg, que se menciona en una versión de la letra de la canción. La estrofa de apertura de la canción es:
| Versión original | Traducción española |
| --- | --- |
| Vorbei, vorbei sind all die schönen Stunden die wir verlebt am schönen Ostseestrand Wir hatten uns, ja uns so schön zusamm'n gefunden es war für uns der allerschönste Ort. | Se fueron, se fueron todas las horas felices que pasamos en la hermosa costa del mar Báltico. Las cosas eran tan hermosas entre todos y fue para nosotros el mejor lugar de todos. |

En 1936, un crítico musical alemán, Alfred Weidemann, publicó un artículo en el que identificaba la melodía de una canción compuesta en 1865 por Peter Cornelius como "Urmelodie" (fuente-melodía).  Según Weidemann, Cornelius describió la melodía como una "Melodía popular vienesa". Esto le pareció ser el origen último de la melodía del "Horst-Wessel-Lied".

### Características
La melodía del Horst-Wessel-Lied se caracteriza por ser en tono grave, militar y calzable con la letra. Los instrumentos originales que utiliza son platillos, trompetas, guitarra, trombón y bombos.

## Uso fuera de Alemania
Durante las décadas de 1930 y 1940, la "Canción de Horst Wessel" fue adaptada por grupos fascistas en otros países europeos.
Una de las canciones de marchas de la Unión Británica de Fascistas, conocida como "The Marching Song" (La canción de marcha) o "Comrades, the Voices" (Camaradas, las voces) se estableció con la misma melodía, y sus letras fueron modeladas en cierta medida en la canción, aunque atractivas para el fascismo británico. En lugar de referirse a los mártires del partido, identifica a los muertos en la guerra de Gran Bretaña como aquellos que marchan en espíritu contra el "frente rojo y las filas masivas de reacción". Su estrofa de apertura fue:[cita requerida]
| Camaradas, las voces de los batallones muertos, De los que cayeron, que Gran Bretaña podría ser genial, Únete a nuestra canción, porque todavía marchan en espíritu con nosotros, ¡Y nos insta a ganar el estado fascista! Somos de su sangre, y espíritu de su espíritu, nacidos de esa tierra, por cuyo amor sangraron, contra poderes establecidos, el frente rojo, y masivos rangos de reacción, ¡Lideramos la batalla por la libertad y por el pan! Las calles están en silencio, la lucha final terminó; cansados por la lucha, ¡Orgullosos saludamos al amanecer! Mira, sobre todas las calles, las banderas fascistas ondeando, ¡Estandartes triunfantes de nuestra raza renacida! |

En España, la Falange cantaba con la misma melodía:
| Camisa azul, el yugo y las flechas, vestía yo, cuando aún dudabas tú. Perseguido por izquierdas y por las derechas, caía yo, cuando aún dudabas tú. Despierta ya, burgués y socialista, Falange trae con la revolución la muerte del cacique y del bolchevique, del holgazán y de la reacción. Por el honor, la Patria y la justicia, luchamos hoy en este amanecer. Y si la muerte llega y nos acaricia, ¡Arriba España! gritemos al caer. La juventud está en nuestras filas y nuestro es también el porvenir. España te haremos Una, Grande y Libre aunque nosotros tengamos que morir. (bis) |

(Tener en cuenta que esta fue una Marcha de la Falange Española Tradicionalista (Movimiento Nacional), y no una marcha de la Falange original. Fue cantada por algunos de los voluntarios de la División 250, o División Azul después de la muerte de José Antonio Primo de Rivera.)
Esta versión de la marcha apareció en la película de 1979 Siete días de enero
En la Francia de Vichy los miembros de la Légion des volontaires français contre le bolchévisme cantaron:[cita requerida]
| Versión original en francés | Traducción española |
| --- | --- |
| Nous châtierons les juifs et les marxistes, Nous vengerons nos frères tués par eux, Afin que l'idéal nacional-socialista Puisse être un jour fier et victorieux. | Heriremos a los judíos y a los marxistas, Vengaremos a nuestros hermanos asesinados por ellos, Para que el ideal nacionalsocialista debiera algún día estar orgulloso y victorioso. |

En la Grecia moderna, el partido Amanecer Dorado, utiliza el "Horst-Wessel-Lied" con letras griegas en sus reuniones o eventos, como la distribución ocasional y pública de alimentos "solo a los griegos", mientras su líder, Nikolaos Michaloliakos, a menudo usa las estrofas clave de la canción (por ejemplo, "¡Las banderas en lo alto!") En sus discursos.
La letra de su versión es:[cita requerida]
| Versión original en griego | En español |
| --- | --- |
| Από του Ολύμπουτη γρανιτένια όψη μέχρι της Κύπρουτη σκλαβωμένη γη. Απ 'τη μεγάλη του ονείρου μας την Πόλη ως τη Χειμάρρα, που είναι Ελληνική! (2x) Ορθό το λάβαρο κι η νίκη μας προσμένει. Ψηλά το μέτωπο και η καρδιά σκληρή. Στον κόσμο αυτό εμείς θα δείξουμε πώς μένει το θάρρος άπαρτο και φρούριο η τιμή! (2x) Χτυπάτε αλύπητα, με λύσσα, με φοβέρα με θάρρος, σύντροφοι, τα τείχη των εχθρών. Με την Χρυσή Αυγή θα γίνουμε μια μέρα εκατομμύρια στρατός αγωνιστών! (2x) | De la cara de granito del Olimpo a la tierra esclavizada de Chipre. Desde la gran ciudad Constantinopla de nuestro sueño a Himara, que es griego! La bandera en lo alto, la victoria nos espera. La cabeza en alto y nuestro corazón sigue siendo duro. A este mundo, mostraremos qué tan bien seguimos, ¡Nuestro coraje es indomable y nuestro honor es duro como una fortaleza! Batir sin piedad, con furia asombrosa, con coraje, camaradas, los muros de los enemigos. Un día, junto con el Amanecer Dorado, formaremos ¡Un ejército de millones de guerreros! |

La Organización Fascista Rusa, fundada en 1933, consistía en gran parte en emigrantes del Movimiento Blanco. Fue dirigido por Anastasy Vonsiatsky y tenía su sede en Connecticut, EE. UU. La organización se disolvió después de que Estados Unidos entró en la Segunda Guerra Mundial, y Vonsyatsky fue arrestado por violar la Ley de espionaje de 1917.
La letra de su versión es:[cita requerida]
| Versión original en ruso | En español |
| --- | --- |
| Заря близка, Знамёна выше, братья! Смерть палачам свободы дорогой! :Звенящий меч фашистского врагам проклятья Сметёт навеки их кровавый строй. Соратники! Нас ждёт земля родная! :Все под знамёна! Родина зовёт… :Вонсяцкий-Вождь, измену, трусость презирая, На подвиг нас, фашистов, поведёт. Рубашки чёрные, готовьтесь к бою! Железный фронт фашистов мы сомкнём И на врага, вперёд, железною стеною Бесстрашно, как один, мы все пойдём. Победы день торжественный настанет, Слетит колхоз и Сталин с ГПУ, И свастика над Кремлём ярко засияет, И чёрный строй пройдёт через Москву! | El amanecer está cerca, ¡Banderas en lo alto, hermanos! ¡Muerte a los asesinos de nuestra querida libertad! La espada fascista es la condenación de nuestro enemigo barrerá para siempre su sistema sangriento. ¡Camaradas, nuestra Patria nos espera! ¡Todos debajo de los estandartes, la Patria está llamando! Vonsyatsky, nuestro líder que desprecia la traición y la cobardía, ¡Con nosotros, los fascistas, liderarán la marcha! Camisas negras, ¡preparense para la batalla! Fascistas, el Frente de Hierro nos une Y hacia el enemigo hay un muro de hierro, sin miedo, como uno, todos vamos. El día de la victoria viene galantemente Fuera con los Kolkhozes, Stalin y su GPU, La esvástica sobre el Kremlin brillará intensamente Y nuestras filas negras pasarán por Moscú |

Una unidad especial de comando marino dentro de la Armada de Chile, usa la misma melodía y entonación del Horst-Wessel-Lied con diferentes letras, en un Himno llamado "Himno de la Agrupación de Comandos IM N.° 51"
La letra de su versión es:
| Himno de la Agrupación de Comandos IM Nº 51 |
| Comando soy Infante de Marina Que mi valor a fuego grabaré Por eso voy por nieve, olas, cielo sol y sal Con mi puñal combato hasta vencer. Paso veloz con fieros camaradas Que al disparar aciertan sin fallar Y desde el mar por aire o tierra yo me infiltraré Y sin temor la vida así daré. Al retornar con llagas del Combate No dudaré con bríos así cantar, Comando soy Infante de Marina Fuerte y fiel que mi valor A fuego ya grabé. |

## En la cultura popular
- La Orquesta Sinfónica Juvenil de Nueva York, después de descubrir que una pieza que había encargado incluía una cita musical de 45 segundos de la "Canción de Horst Wessel", canceló abruptamente una actuación de Carnegie Hall de Marsh u Nebuttya (en ucraniano: "Marcha al olvido"), un Pieza de 9 minutos compuesta por Jonas Tarm, nacido en Estonia, un joven de 21 años en el Nuevo Conservatorio de Música de Inglaterra.[26][27] El compositor no explicó su propósito al usar la canción en su pieza, diciendo "No puedo hablar por sí mismo", pero la orquesta dijo que el uso no era apropiado.[26]
- La melodía aparece en el título del Videojuego Wolfenstein 3D y más adelante Return to Castle Wolfenstein Como una grabación de radio.
- El trabajo electrónico y concreto del compositor alemán Karlheinz Stockhausen titulado, Hymnen incluye una grabación de muestra de la "Canción de Horst Wessel".[28] Se estrenó en Colonia, Alemania, el 30 de noviembre de 1967. También se realizó en el Philharmonic Hall de Nueva York (hoy David Geffen Hall) y el Festival de Bach en inglés de Londres, entre otras actuaciones internacionales.
- La melodía la usa Lukas Foss en "Elegia de Ana Frank" como una marcha retorcida que se desarrolla alrededor de las tres cuartas partes del trabajo. Esto lleva a un silencio abrupto después del cual regresa la música anterior.[29]
- La banda de neofolk Death in June lanzó una grabación de "Horst Wessel Song" bajo el nombre de "Brown Book" en su álbum de 1987 del mismo nombre.[30]